# Podróż rozpieszczonego dziecka
Podróż rozpieszczonego dziecka (fr. Itinéraire d'un enfant gâté) – francusko-niemiecki komediodramat z 1988 roku w reżyserii Claude’a Leloucha.

## Fabuła
Sam jako dziecko został porzucony przez matkę, która nie miała środków do utrzymania się i trafił do cyrkowców. Od nich otrzymał nazwisko – Lion. Niefortunny skok i kontuzja zmusza go do wcześniejszego odejścia z areny, ale zaczęło mu się wieść w interesach. Teraz jako 50-latek jest właścicielem dużej firmy. Ma dwoje dzieci, lubi zwłaszcza córkę Victorię. Choroba serca powoduje, że chce małej odmiany. Wyrusza statkiem do Afryki, w hotelu przypadkowo poznaje Alberta Duviviera – asystenta kucharza, którego wcześniej zwolnił.

## Główne role
- Jean-Paul Belmondo - Sam Lion
- Richard Anconina - Albert Duvivier
- Paul Belmondo - Sam, w wieku 20 lat
- Marie-Sophie L. - Victoria, córka Sama
- Daniel Gélin - Pierrot Duvivier
- Gila von Weitershausen - Rywalka Sama
- Béatrice Agenin - Corinne, druga żona Sama
- Michel Beaune - Notariusz
- Pierre Vernier - Proboszcz
- Wookie Mayer - Prostytutka
- Arthur Brauss - Fotograf

## Produkcja
Zdjęcia kręcono w następujących lokacjach:
- Francja (Paryż, Saint-Brice-sous-Forêt w departamencie Dolina Oise),
- Monako (Monte Carlo),
- Niemcy (Kolonia),
- Stany Zjednoczone (San Francisco),
- Polinezja Francuska (Tahiti),
- Singapur,
- Zimbabwe.

## Nagrody i nominacje
- Cezary 1989
  - Najlepszy aktor - Jean-Paul Belmondo
  - Najlepsza muzyka - Francis Lai
  - Najlepszy aktor - Richard Anconina (nominacja)